# Wax Simulacra
«Wax Simulacra» — песня американской рок-группы The Mars Volta, первый сингл из альбома The Bedlam in Goliath. Дебют композиции состоялся 18 ноября 2007 года на радиостанции KITS 105 FM (Сан-Франциско). До этого, музыканты исполняли её на своих концертах под названием «Idle Tooth». Би-сайдом была выбрана композиция «Pulled to Bits» — кавер-версия песни Siouxsie and the Banshees.
19 октября 2007 года в поддержку сингла было выпущено промовидео. Оно было размещено на веб-сайте Universal Music Group и состояло из перемонтированных концертных кадров с концертов в Мельбурне и Сиднее.
20 ноября 2007 года песня стала доступна для скачивания в цифровых магазинах: iTunes Store и Zune Marketplace. 17 января 2008 года, группа исполнила эту песню на Шоу Дэвида Леттермана. 22 января 2009 года, песня была исполнена в передаче MTV Live.
В 2009 году «Wax Simulacra» стала лауреатом премии «Грэмми» в номинации «Лучшее исполнение в стиле хард-рок».

## Список композиций
1. «Wax Simulacra» — 2:39
2. «Pulled to Bits» — 3:33